# Омфала
Омфала (грец. Omphale) — в античній міфології дочка лідійського володаря Іардана, дружина Тмола; після смерті чоловіка стала володаркою Лідії. Відома тим, що герой Геракл мусив рік пробути її рабом.
У Малій Азії Омфалу вважали покровителькою жінок і ототожнювали з Афродітою.

## Омфала в міфах
За однією міфічною версією, Гермес продав Омфалі Геракла, від якого вона народила сина Лама. За найпоширенішим міфом, Геракл був відданий у рабство Омфалі за те, що вбив Іфікла. З примхи Омфали Геракл був одягнений у жіноче вбрання і виконував жіночу роботу, а володарка носила левову шкуру героя та його палицю. При цьому Геракл був її коханцем і від нього Омфала народила Лама, Агелая та Лаомедонта (іноді також згадується Тіррен або Тірсен).
Існує версія міфу, за якою бог Пан поширив такі чутки, щоб осоромити Геракла. Пан залицявся до Омфали, але в темряві переплутав її та Геракла, який побив і прогнав Пана.
За іншим міфом, Геракл виконував такі доручення, як боротьба зі змієм і вбивство розбійників керкопів. На честь перемоги над змієм Зевс створив сузір'я Змієносця. Омфала, дізнавшись про інші подвиги Геракла, відпустила його, ще й вручила багаті дари.

## Трактування міфів про Омфалу

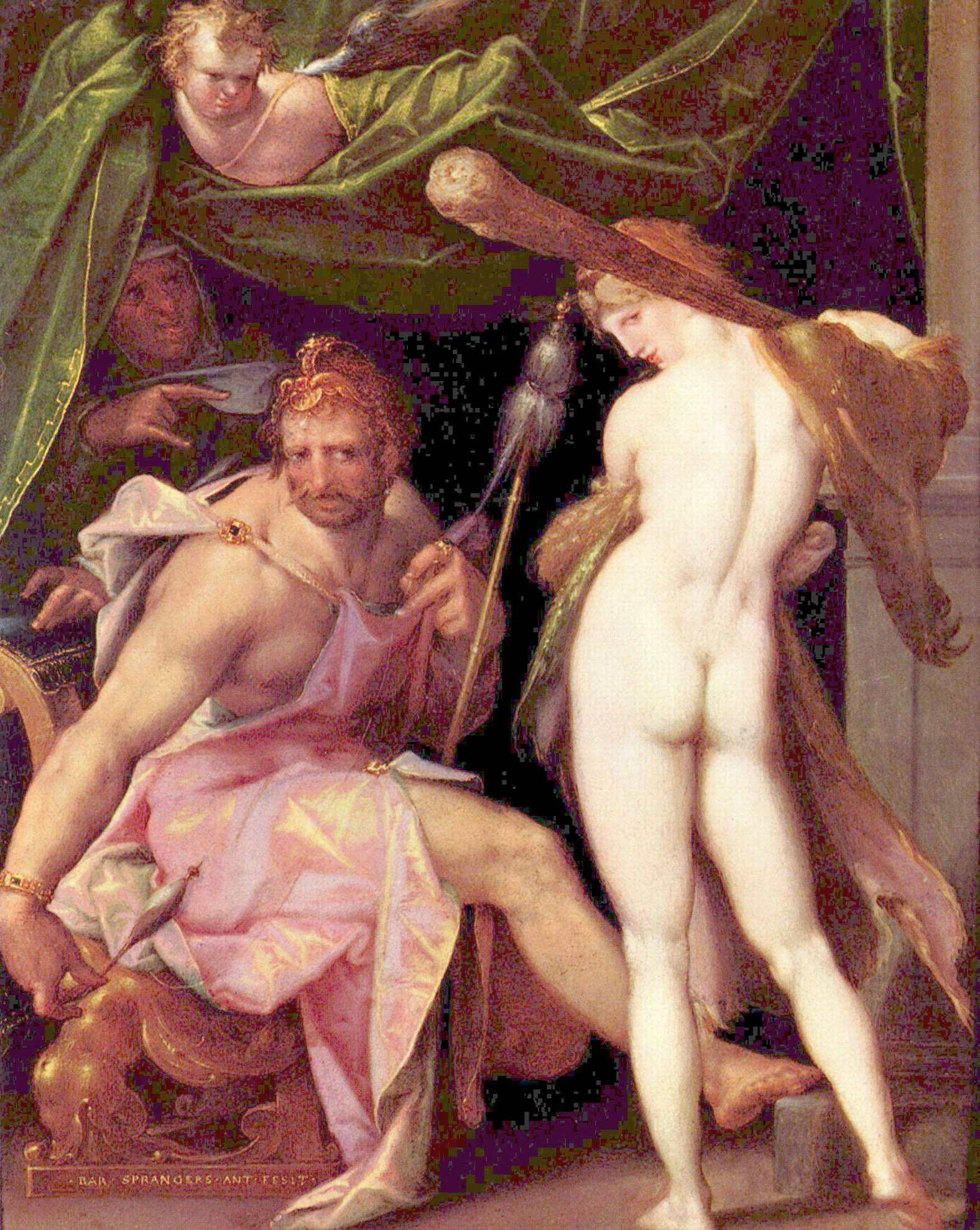
Худ. Бартоломеус Спрангер. Геракл в полоні у Омфали, Відень.

Письменники класичної епохи Греції сприймали служіння Геракла Омфалі як алегорію, що відображає те, як легко сильного чоловіка може поневолити хтива і честолюбна жінка.
Сучасні дослідники вважають, що цей сюжет оповідає про перехід від матріархату до патріархату. За стародавніх часів цар отримав можливість заміщати царицю під час церемоній і жертвопринесень, при цьому він повинен був носити її одяг. На це вказують сюжети критського мистецтва, які зображують чоловіків у жіночому одязі під час жертвопринесень. Рабство Геракла пояснюється матріархальними звичаями, які існували до класичної епохи серед локрійської знаті, з числа якої вибиралися жриці Афіни Троянської.

## Омфала в мистецтві
Перебування Геракла в Омфали — улюблений сюжет античних і пізніших художників (Лукас Кранах Старший, П. П. Рубенс, Якопо Тінторетто та ін.). К.Сен-Санс написав симфонічну поему «Прядка Омфали».